# Asterix als Legionär
Asterix als Legionär (französischer Originaltitel: Astérix légionnaire) ist ein Comic der Asterix-Serie, der von René Goscinny geschrieben und von Albert Uderzo gezeichnet wurde. Der Comic erschien erstmals 1966 und ist der zehnte Band der Reihe. Der Zeichentrickfilm Asterix – Sieg über Cäsar aus dem Jahr 1985 basiert zum Teil auf diesem Band.

## Handlung
Obelix verliebt sich in die hübsche junge Falbala und macht ihr schüchtern den Hof. Als sich herausstellt, dass ihr Verlobter Tragicomix ins römische Heer gezwungen wurde und nach Afrika ziehen musste, verspricht er ihr, Tragicomix zurückzuholen.
Asterix und Obelix machen sich auf den Weg nach Condate (Rennes), wo sie im Hauptquartier der römischen Legion erfahren, dass Tragicomix bereits auf dem Weg nach Afrika ist. Daraufhin treten sie als Freiwillige selbst der römischen Armee bei und absolvieren zusammen mit einigen anderen Freiwilligen die Grundausbildung. Da sich ihr Trupp aus unterschiedlichsten Nationalitäten zusammensetzt (die Sprachen werden in den Sprechblasen durch unterschiedliche Schriften ausgedrückt), ist ein Dolmetscher unverzichtbar.
In Afrika erfahren sie in Cäsars Lager von einem Spion, dass Tragicomix kurz zuvor von Scipios Truppen gefangen genommen worden, aber noch am Leben ist. Bei nächster Gelegenheit brechen Asterix und Obelix aus ihrem eigenen Lager aus und befreien Tragicomix, wodurch sie aber auch die Schlacht selbst auslösen, in der Julius Cäsar den Sieg über Scipio erringt. Zum Dank gestattet ihnen Cäsar, die Armee zu verlassen und mit Tragicomix nach Hause zurückzukehren.
Dort dankt die überglückliche Falbala Asterix und Obelix mit je einem Kuss auf die Nase, der Obelix bewusstlos umkippen lässt. Beim großen Festmahl sitzt nun Asterix verträumt abseits auf dem Ast eines Baumes.

## Comic und Historie
Die Schlacht zwischen Cäsar und Scipio fand tatsächlich statt, und zwar in Thapsus im heutigen Tunesien (Schlacht bei Thapsus). Wie im Comic konnte Cäsar den Krieg für sich entscheiden. Scipio war ein Anhänger von Cäsars Feind Pompeius, der zu diesem Zeitpunkt bereits tot war. Es stimmt auch, dass bei diesem Krieg auch Gallier unter Cäsars Legionären waren. Die Voraussetzung, um beizutreten, waren allerdings die lateinische Sprache, ein Alter von 18 bis 21 Jahren sowie eine Körpergröße von über 1,65 Metern.

## Veröffentlichung
Die Geschichte wurde ab 10. November 1966 in den Pilote-Heften 368 bis 389 veröffentlicht. Astérix légionnaire erschien erstmals 1967 bei Dargaud als Band 10 der Reihe. In Deutschland sahen die Leser Asterix als Legionär erstmals 1969 in den Heften 4–12 des Magazins MV-Comix. Die deutsche Erstauflage als Comicalbum erschien 1971. 2002 wurde dieser Band neu aufgelegt und erhielt ein überarbeitetes Titelbild.
Es gibt Mundart-Ausgaben in Kölsch, Neuhessisch, Südtirolerisch, Wienerisch und Schwäbisch.

## Rezeption
Asterix als Legionär gilt als eines der beliebtesten Alben der Reihe. Auf der Fanseite Asterix Archiv (www.comedix.de) belegt es den ersten Platz im Ranking der beliebtesten Bände. Bei einer möglichen Wertung von 0 (= sehr schlecht) bis 5 (= ausgezeichnet) erzielte es bei 2458 Bewertungen einen Durchschnitt von 4,53.
Im Hommage-Album Asterix und seine Freunde, das 2007 anlässlich Albert Uderzos 80. Geburtstag erschien mit Beiträgen bekannter Comic-Zeichner und -Autoren, befindet sich auch ein Beitrag von Henk Kuijpers, dessen Figur Franka darin Asterix als Legionär als ihren „Lieblingsband“ bezeichnet.